# جان هيبوليت
جان هيبوليت (8 يناير 1907 - 26 أكتوبر 1968) (بالفرنسية: Jean Hyppolite)‏ هو فيلسوف وجودي فرنسي. كرس مؤلفاته الرئيسية لهيجل، وبحسب اعتقاده فإن أهمية فلسفة هيجل هي بنفس أهمية فلسفة أرسطو في العصور الوسطى. ويعتبر أن التيارات الرئيسية في الفلسفة هي استمرار للمذهب الهيجلي.